# María Espinosa de la Llave
María Espinosa de la Llave (Madrid, 11 de gener de 1977) és una advocada i política espanyola.
Nascuda a Madrid l'11 de gener de 1977, és filla de l'històric membre d'Esquerra Unida Javier Espinosa. Es va llicenciar en dret a la Universitat Autònoma de Madrid (UAM). Va ser escollida diputada de novena legislatura de l'Assemblea de Madrid en les eleccions de maig de 2011 dins de la llista d'Esquerra Unida Comunitat de Madrid (IUCM). Amiga de Tania Sánchez i integrant del grup oposat a la direcció de IUCM, va ser un dels diputats dissidents del partit que al febrer de 2015 van renunciar a la seva acta de parlamentària a l'Assemblea. Candidata de la llista de Podem en les eleccions autonòmiques de maig de 2015, va resultar escollida diputada de la desena legislatura.
El març de 2019 va descartar la seva participació en el procés de primàries per configurar la candidatura de Podem a les eleccions a l'Assemblea de Madrid de 2019 manifestant el «honest, coherent i responsable (de) no repetir» en no compartir el rumb del projecte.